# پاتریک دا سیلوا
پاتریک دا سیلوا (به پرتغالی: Patrick Roberto Daniel Da Silva) مهاجم اهل برزیل است که در شهر سائوپائولو و در تاریخ ۲۶ مارس ۱۹۸۵ به دنیا آمده‌است.
پاتریک دا سیلوا در تیم‌های فوتبال باشگاه ورزشی ویتوریا سابقهٔ حضور دارد.